# Ronde van Vlaanderen 1999/Startlijst
Onderstaand het deelnemersveld van de 83e Ronde van Vlaanderen verreden op 4 april 1999. De Belg Peter Van Petegem (TVM) kwam in Meerbeke als winnaar over de streep. De vijfentwintig deelnemende ploegen konden acht renners selecteren. De Italiaan Michele Bartoli (Mapei) droeg nummer één, hoewel hij niet de titelverdediger was. De winnaar van de vorige editie was met name zijn ploeggenoot Johan Museeuw en dat voor de derde keer. De Belg keerde als bij wonder terug in het peloton na een zware knieblessure. Museeuw speldde het nummer drie op.

## Ploegen
| K = Kopman | DNF = Niet uitgereden | Res = Reserverenner | WB = Leider wereldbekerstand | Vb. = Nationale kampioen op de weg 1998 |

### Mapei–Quick-Step
1.  Michele Bartoli K

2.  Bart Leysen DNF

3.  Johan Museeuw 

4.  Daniele Nardello

5.  Wilfried Peeters

6.  Luca Scinto DNF

7.  Andrea Tafi 

8.  Stefano Zanini

9.  Tom Steels  Res

10.  Max van Heeswijk Res

### Lotto–Mobistar
11.  Mario Aerts

12.  Fabien De Waele DNF

13.  Wim Feys

14.  Thierry Marichal

15.  Chris Peers

16.  Jo Planckaert DNF

17.  Andrei Tchmil K WB

18.  Paul Van Hyfte DNF

19.  Koen Beeckman Res

20.  Christophe Detilloux Res

### Rabobank
21.  Léon van Bon

22.  Erik Dekker DNF

23.  Rolf Sørensen K

24.  Markus Zberg

25.  Maarten den Bakker

26.  Marc Wauters

27.  Jan Boven DNF

28.  Bert Hiemstra DNF

29.  Matthé Pronk Res

30.  Karsten Kroon Res

### Casino–AG2r
31.  Jaan Kirsipuu  K DNF

32.  Christophe Agnolutto DNF

33.  Lauri Aus

34.  Stéphane Barthe

35.  Andy Flickinger DNF

36.  David Lefevre DNF

37.  Laurent Roux

38.  Alexandre Vinokoerov DNF

39.  Pascal Chanteur Res

40.  Fabrice Gougot Res

### TVM–Farm Frites
41.  Geert Van Bondt

42.  Hendrik Van Dyck

43.  Davide Casarotto

44.  Tristan Hoffman

45.  Steven de Jongh DNF

46.  Andreas Klier

47.  Servais Knaven

48.  Peter Van Petegem K 

49.  Johan Capiot Res

50.  Martin van Steen Res

### Crédit Agricole
51.  Magnus Bäckstedt DNF

52.  Frédéric Moncassin DNF

53.  Jérôme Neuville DNF

54.  Stuart O'Grady K

55.  Franck Pencolé DNF

56.  Eros Poli DNF

57.  Cédric Vasseur DNF

58.  Henk Vogels

59.  Olivier Perraudeau Res

60.  Sébastien Hinault Res

### Kelme–Costa Blanca
61.  Javier Pascual Rodríguez DNF

62.  Javier Pascual Llorente DNF

63.  José Ángel Vidal DNF

64.  José Enrique Gutiérrez DNF

65.  Ruben Galvañ DNF

66.  Francisco Léon DNF

67. — 

68.  Daniel Ribeira DNF

69.  Eligio Requejo Res

70.  Aitor González Res

### Cofidis
71.  Steve De Wolf DNF

72.  Peter Farazijn

73.  Philippe Gaumont DNF

74.  Nicolas Jalabert DNF

75.  Claude Lamour DNF

76.  Arnaud Prétot

77.  Anthony Rokia DNF

78.  Frank Vandenbroucke K 

79.  Laurent Desbiens Res

80.  Jérôme Delbove Res

### Team Polti
81.  Rossano Brasi

82.  Enrico Cassani

83.  Mirko Crepaldi DNF

84.  Fabrizio Guidi

85.  Leonardo Guidi DNF

86.  Fabio Sacchi DNF

87.  Denis Zanette K

88.  Cristiano Colleoni DNF

89.  Denis Lunghi Res

90.  Mauro Zinetti Res

### Saeco–Cannondale
91.  Valentino China DNF

92.  Salvatore Commesso DNF

93.  Alessio Galletti DNF

94.  Alessandro Guerra DNF

95.  Eddy Mazzoleni DNF

96.  Massimiliano Mori

97.  Gian Matteo Fagnini K

98.  Mario Traversoni DNF

99.  Mario Cipollini Res

100.  Mario Scirea Res

### Festina–Lotus
101.  Patrice Halgand DNF

102.  Laurent Lefèvre DNF

103.  José Uriarte DNF

104.  Jaime Hernández DNF

105.  Rolf Huser DNF

106.  André Korff DNF

107.  Franz Hotz

108.  Andrej Kivilev

109.  Andrea Dolci Res

110.  Jonathan Hall Res

### Cantina Tollo–Alexia Alluminio
111.  Andrea Brognara DNF

112.  Gabriele Colombo K

113.  Marco Di Renzo DNF

114.  Marcus Ljungqvist DNF

115.  Luca Mazzanti DNF

116.  Gianpaolo Mondini

117.  Germano Pierdomenico DNF

118.  Guido Trenti

119.  Paolo Bossoni Res

120.  Nicola Minali Res

### La Française des Jeux
121.  Christophe Bassons DNF

122.  Patrick D'Hont DNF

123.  Christopher Horner DNF

124.  Emmanuel Magnien DNF

125.  Christophe Mengin

126.  Lars Michaelsen K

127.  Jean-Patrick Nazon DNF

128.  Maximilian Sciandri

129.  Damien Nazon Res

130.  Franck Perque Res

### Vitalicio Seguros
131.  Ángel Casero K DNF

132.  Ernesto Manchon DNF

133.  Ramón Medina DNF

134.  Juan Miguel Mercado DNF

135.  Sergej Smetanine DNF

136.  Francisco Cerezo DNF

137.  David García Markina DNF

138.  Francisco Tomás García DNF

139.  Andrej Zintsjenko Res

140.  Pedro Horrillo Res

### Telekom
141.  Rolf Aldag

142.  Christian Henn DNF

143.  Giovanni Lombardi DNF

144.  Bjarne Riis DNF

145.  Danilo Hondo DNF

146.  Jan Schaffrath DNF

147.  Steffen Wesemann

148.  Erik Zabel  K

149.  Kai Hundertmarck Res

150.  Alberto Elli Res

### ONCE–Deutsche Bank
151.  Rafael Díaz Justo DNF

152.  Santos González DNF

153.  Miguel Ángel Martín Perdiguero DNF

154.  José Luis Rebollo DNF

155.  Marcos Serrano DNF

156.  José Roberto Sierra DNF

157. — 

158. — 

159. — 

160. — 

### Mercatone Uno–Bianchi
161.  Dmitri Konysjev K DNF

162.  Fabiano Fontanelli

163.  Massimiliano Napolitano DNF

164.  Gianmario Ortenzi DNF

165.  Ermanno Brignoli

166.  Sergio Barbero

167.  Maurizio Caravaggio DNF

168.  Marco Artunghi DNF

169.  Stefano Garzelli Res

170.  Marcello Siboni Res

### Lampre–Daikin
171.  Franco Ballerini K

172.  Ludo Dierckxsens

173.  Matteo Frutti DNF

174.  Robert Hunter DNF

175.  Gianluca Pianegonda DNF

176.  Zbigniew Spruch

177.  Johan Verstrepen

178.  Simone Bertoletti DNF

179.  Mariano Piccoli Res

180.  Marco Pinotti Res

### Vini Caldirola–Sidermec
181.  Massimo Apollonio

182.  Gianluca Bortolami K

183.  Andrej Hauptman DNF

184.  Zoran Klemenčič DNF

185.  Gianluca Sironi DNF

186.  Mauro Radaelli

187.  Romāns Vainšteins

188.  Matthew White

189.  Filippo Casagrande Res

190.  Mauro Gianetti Res

### Riso Scotti–Vinavil
191.  Kurt-Asle Arvesen DNF

192.  Carlo Marino Bianchi DNF

193.  Cristian Bianchi DNF

194.  Diego Ferrari DNF

195.  Mirko Lauria DNF

196.  Arnoldas Saprykinas

197.  Samuele Schiavina DNF

198.  Flavio Zandarin DNF

199.  Alessio Bongioni Res

200.  Vladislav Bobrik Res

### US Postal Service
201.  Frankie Andreu

202.  Pascal Deramé DNF

203.  George Hincapie  K

204.  Frank Høj  DNF

205.  Benoît Joachim DNF

206.  Marty Jemison

207.  Glenn Magnusson

208.  Christian Vande Velde

209.  Julian Dean Res

210.  Peter Meinert-Nielsen Res

### Vlaanderen 2002–Eddy Merckx
211.  Wilfried Cretskens DNF

212.  Glenn D'Hollander DNF

213.  Kris Gerits DNF

214.  Jurgen Guns DNF

215.  Kristof Trouvé

216.  Kurt Van Lancker

217.  Tom Stremersch

218.  Wesley Huvaere DNF

219.  Nico Renders Res

220.  Stive Vermaut Res

### Collstrop
221.  Dany Baeyens DNF

222.  Tony Bracke DNF

223.  Danny Daelman DNF

224.  Eric De Clercq DNF

225.  Tom Desmet DNF

226.  Dmitri Fofonov DNF

227.  Franky Van Hausebroucke DNF

228.  Wim Vansevenant DNF

229.  Bart Everaert Res

230.  Andrej Mizoerov Res

### Palmans–Ideal
231.  Hans De Clercq

232.  Gert Vanderaerden DNF

233.  Darius Strole DNF

234.  Dave Bruylandts DNF

235.  Karl Pauwels DNF

236.  Jurgen Van De Walle DNF

237.  Niko Eeckhout DNF

238.  Roger Hammond DNF

239.  Jurgen Vermeersch Res

240.  Vladimir Smirnouas Res

### Tönissteiner–Colnago
241.  Michel Vanhaecke

242.  Franky De Buyst

243.  Bert Roesems DNF

244.  Johan De Geyter DNF

245.  Davy Delme

246.  Masahiro Mifune DNF

247.  Cees Hopmans DNF

248.  Nicolas Coudray DNF

249.  Eddy Torrekens Res

250.  Niclas Ekström Res

## Afbeeldingen

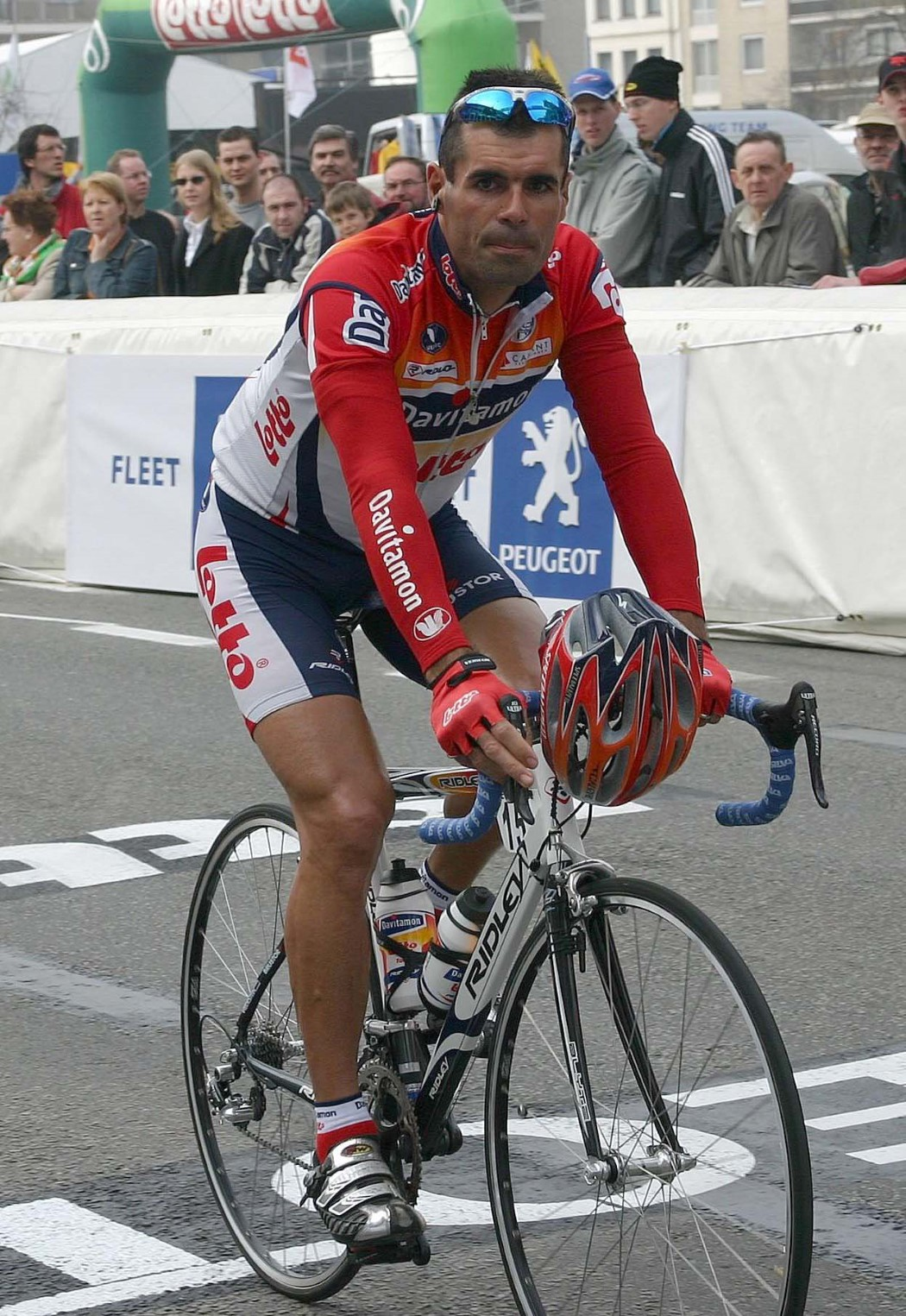
Peter Van Petegem
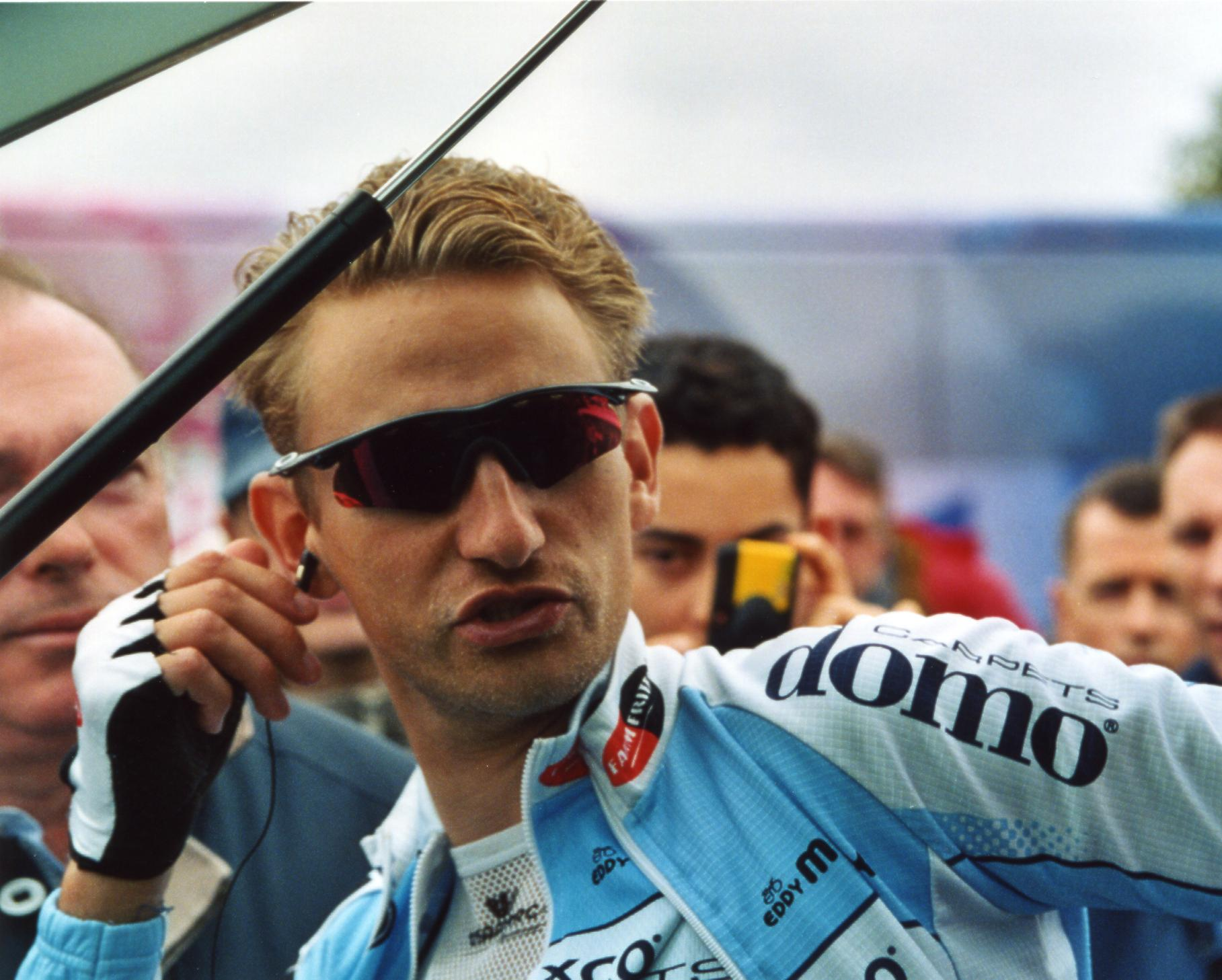
Frank Vandenbroucke
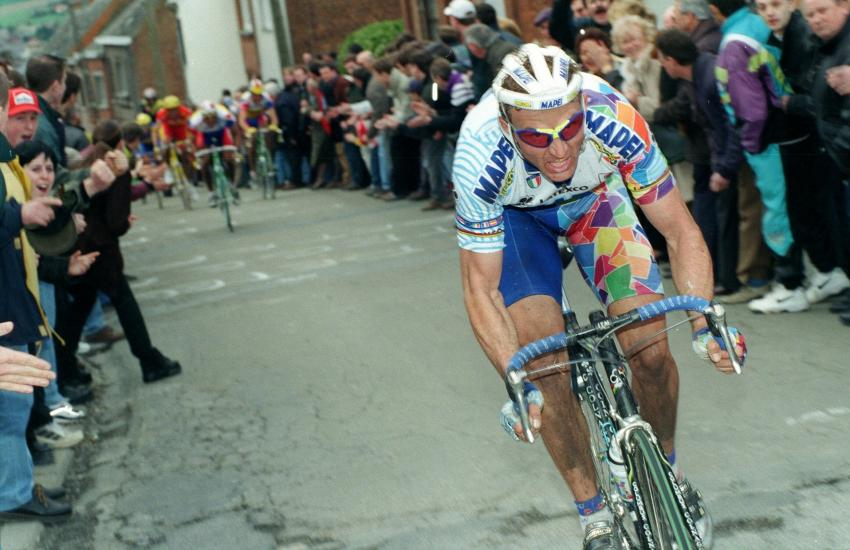
Johan Museeuw
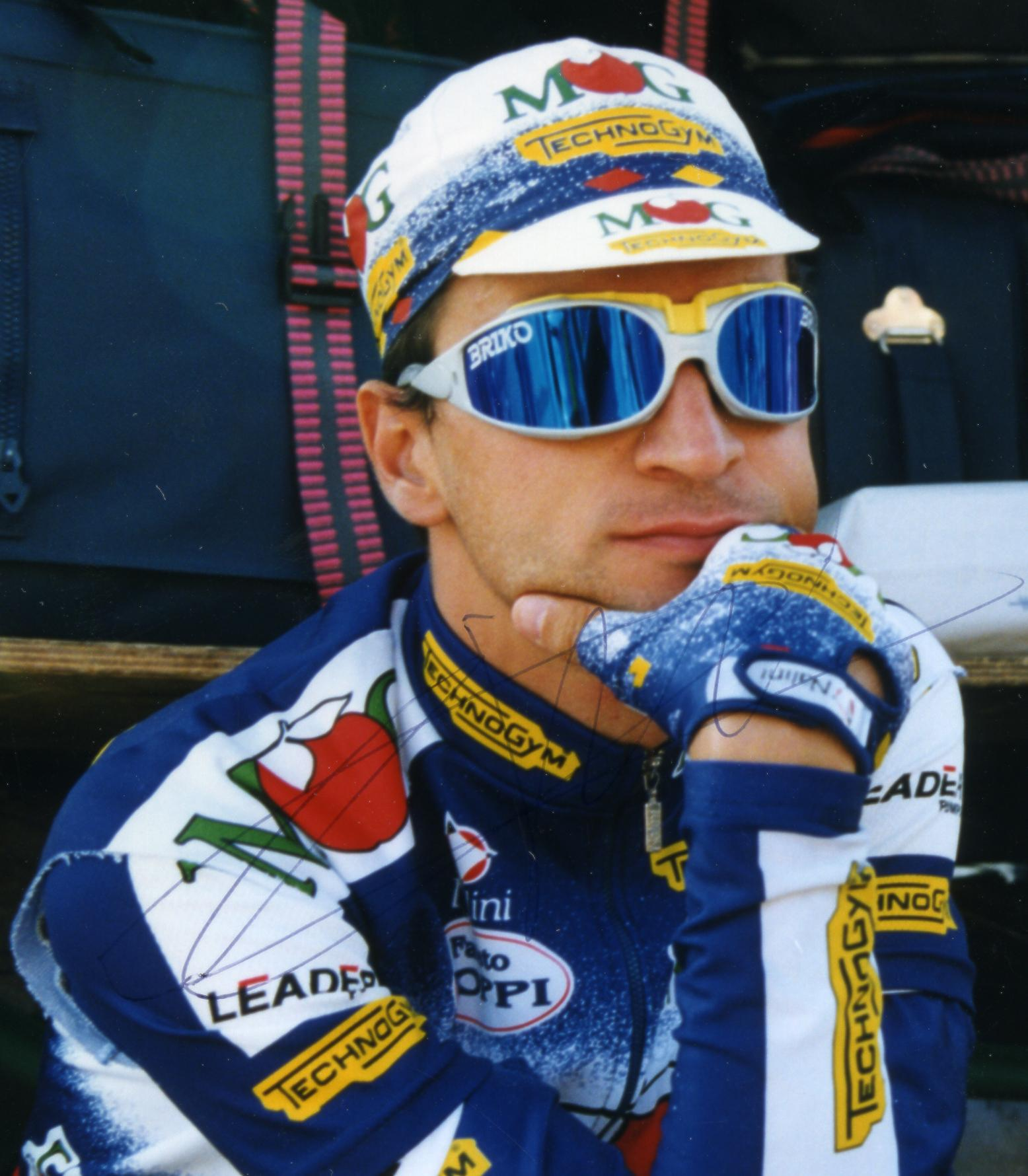
Michele Bartoli
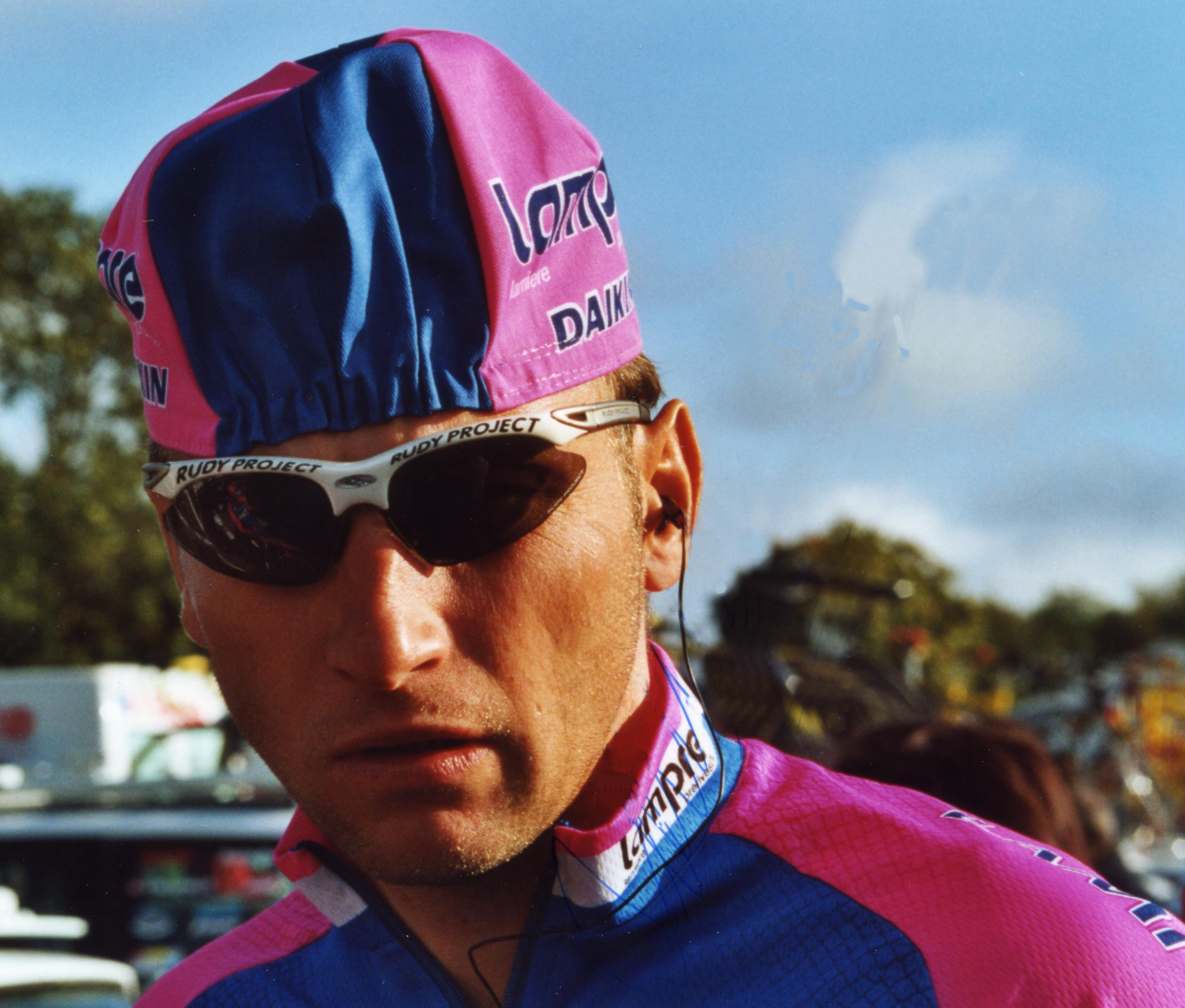
Zbigniew Spruch
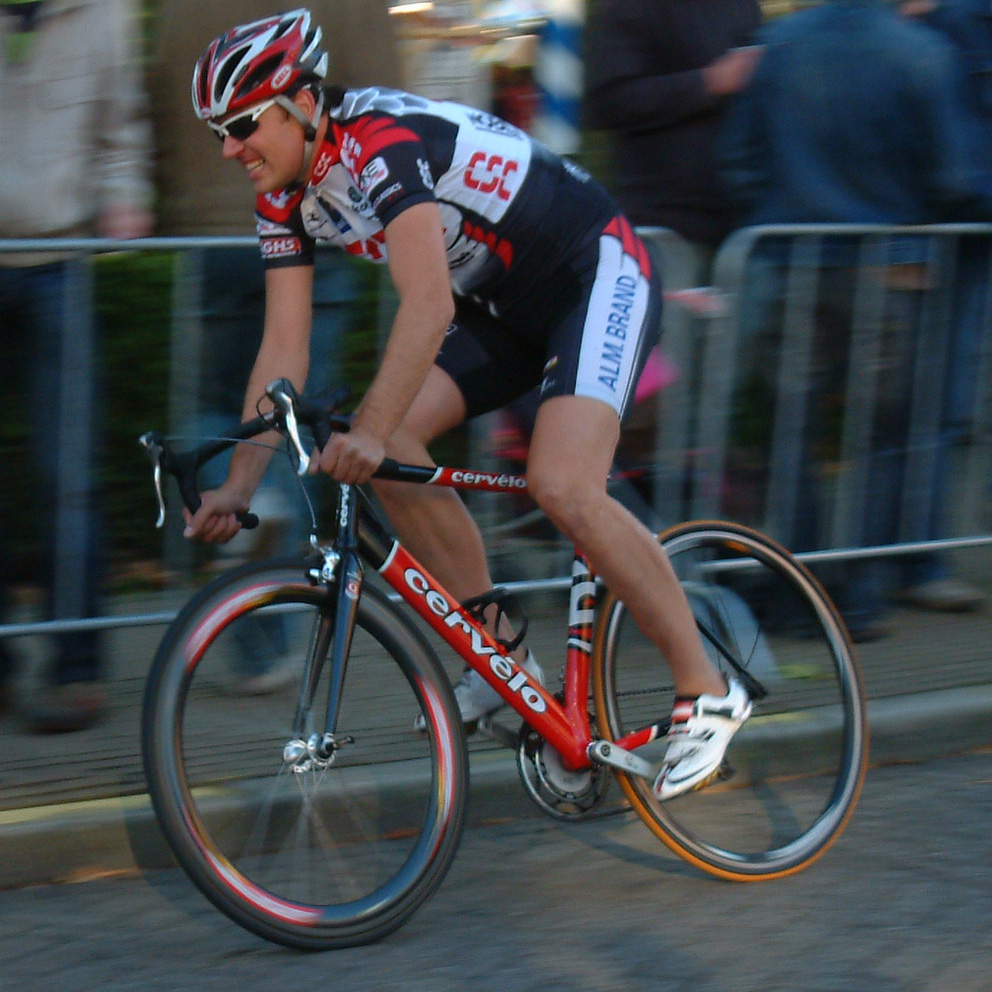
Tristan Hoffman
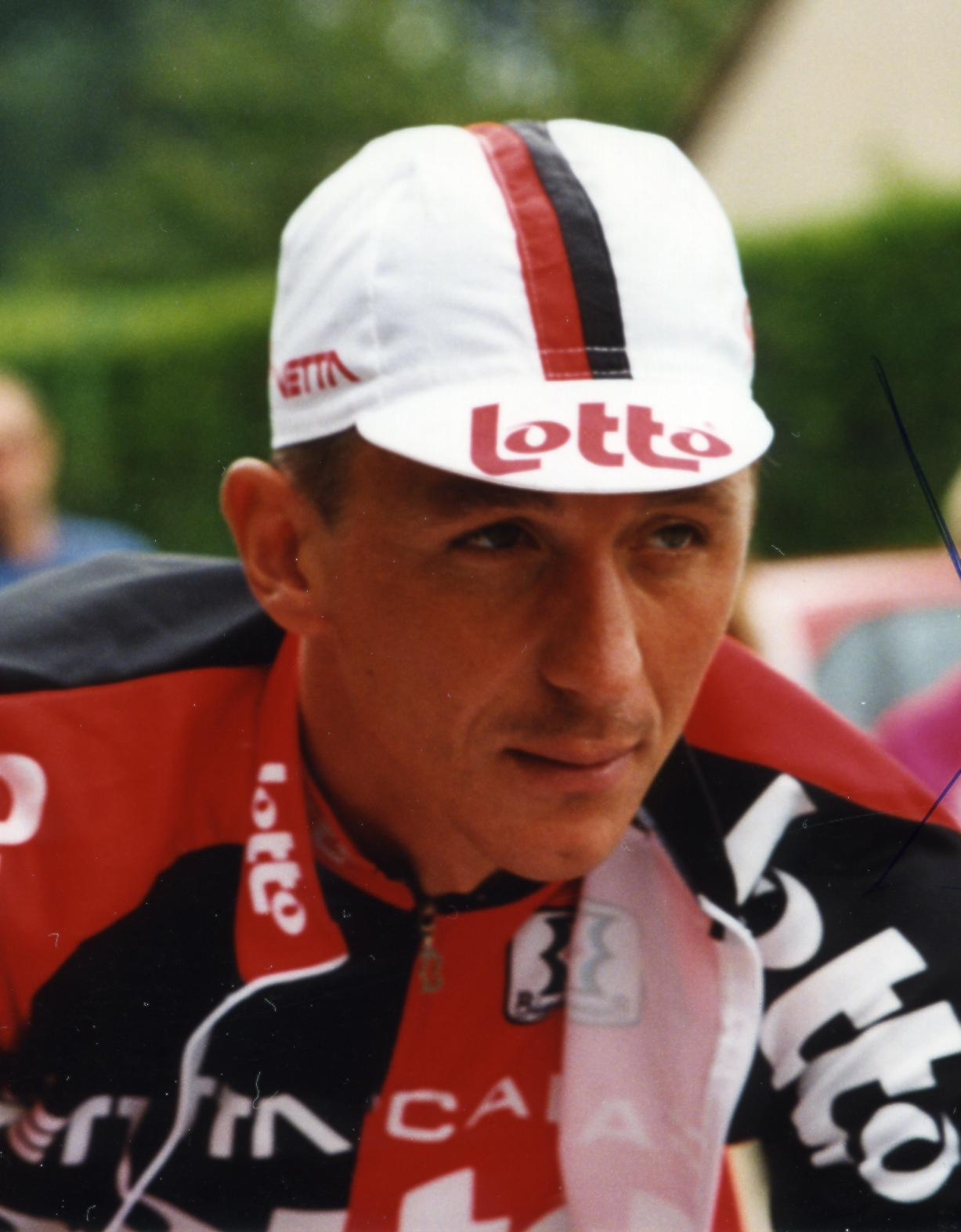
Andrei Tchmil
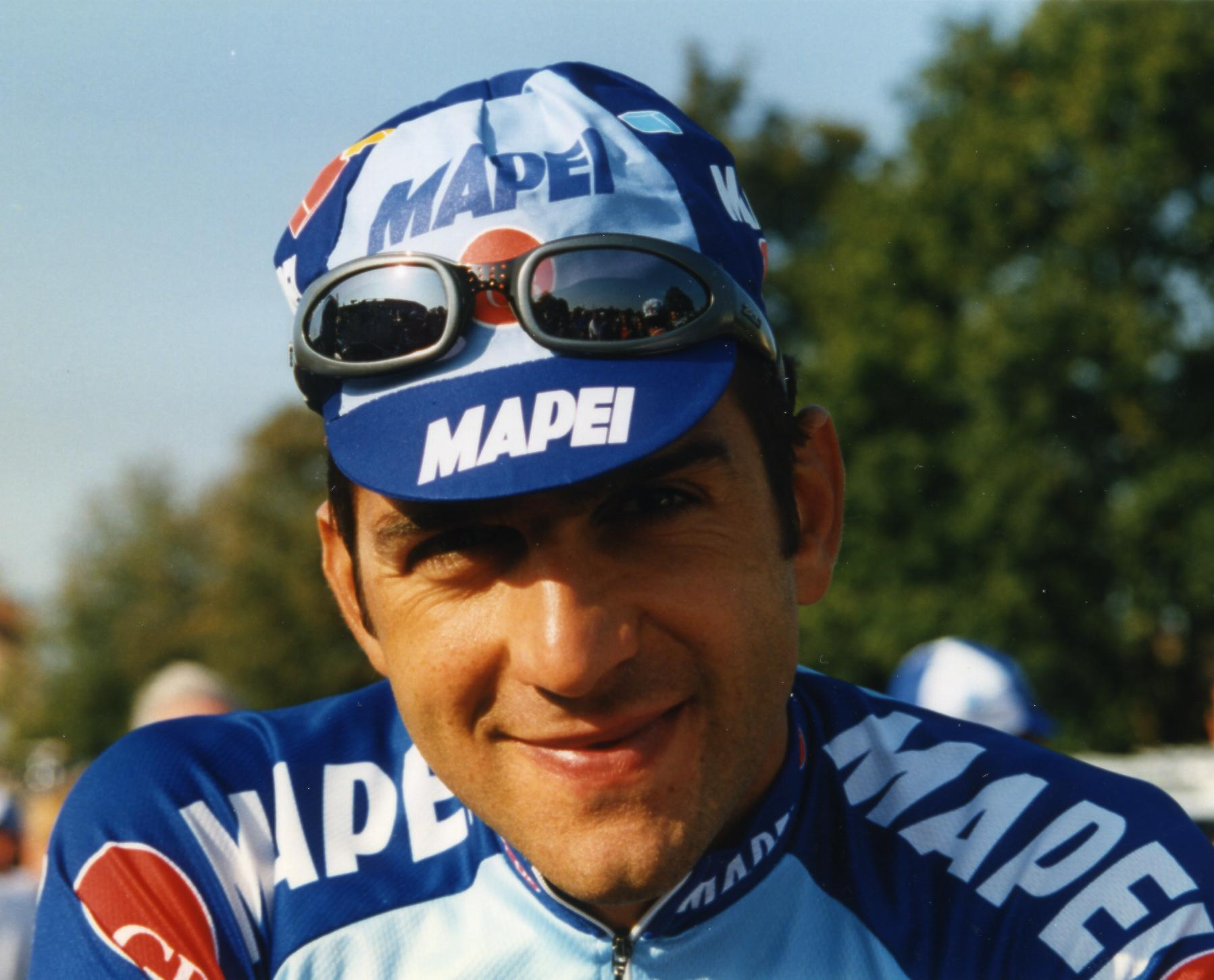
Franco Ballerini

1913 · 
1914 · 
1915 · 
1916 · 
1917 · 
1918 · 
1919 · 
1920 · 
1921 · 
1922 · 
1923 · 
1924 · 
1925 · 
1926 · 
1927 · 
1928 · 
1929 · 
1930 · 
1931 · 
1932 · 
1933 · 
1934 · 
1935 · 
1936 · 
1937 · 
1938 · 
1939 · 
1940 · 
1941 · 
1942 · 
1943 · 
1944 · 
1945 · 
1946 · 
1947 · 
1948 · 
1949 · 
1950 · 
1951 · 
1952 · 
1953 · 
1954 · 
1955 · 
1956 · 
1957 · 
1958 · 
1959 · 
1960 · 
1961 · 
1962 · 
1963 · 
1964 · 
1965 · 
1966 · 
1967 · 
1968 · 
1969 · 
1970 · 
1971 · 
1972 · 
1973 · 
1974 · 
1975 · 
1976 · 
1977 · 
1978 · 
1979 · 
1980 · 
1981 · 
1982 · 
1983 · 
1984 · 
1985 · 
1986 · 
1987 · 
1988 · 
1989 · 
1990 · 
1991 · 
1992 · 
1993 · 
1994 · 
1995 · 
1996 · 
1997 · 
1998 · 
1999 · 
2000 · 
2001 · 
2002 · 
2003 · 
2004 · 
2005 · 
2006 · 
2007 · 
2008 · 
2009 · 
2010 · 
2011 · 
2012 · 
2013 · 
2014 · 
2015 · 
2016 · 
2017 · 
2018 · 
2019 · 
2020 · 
2021 · 
2022 · 
2023 · 
2024
Lijst van beklimmingen